# Numération hébraïque

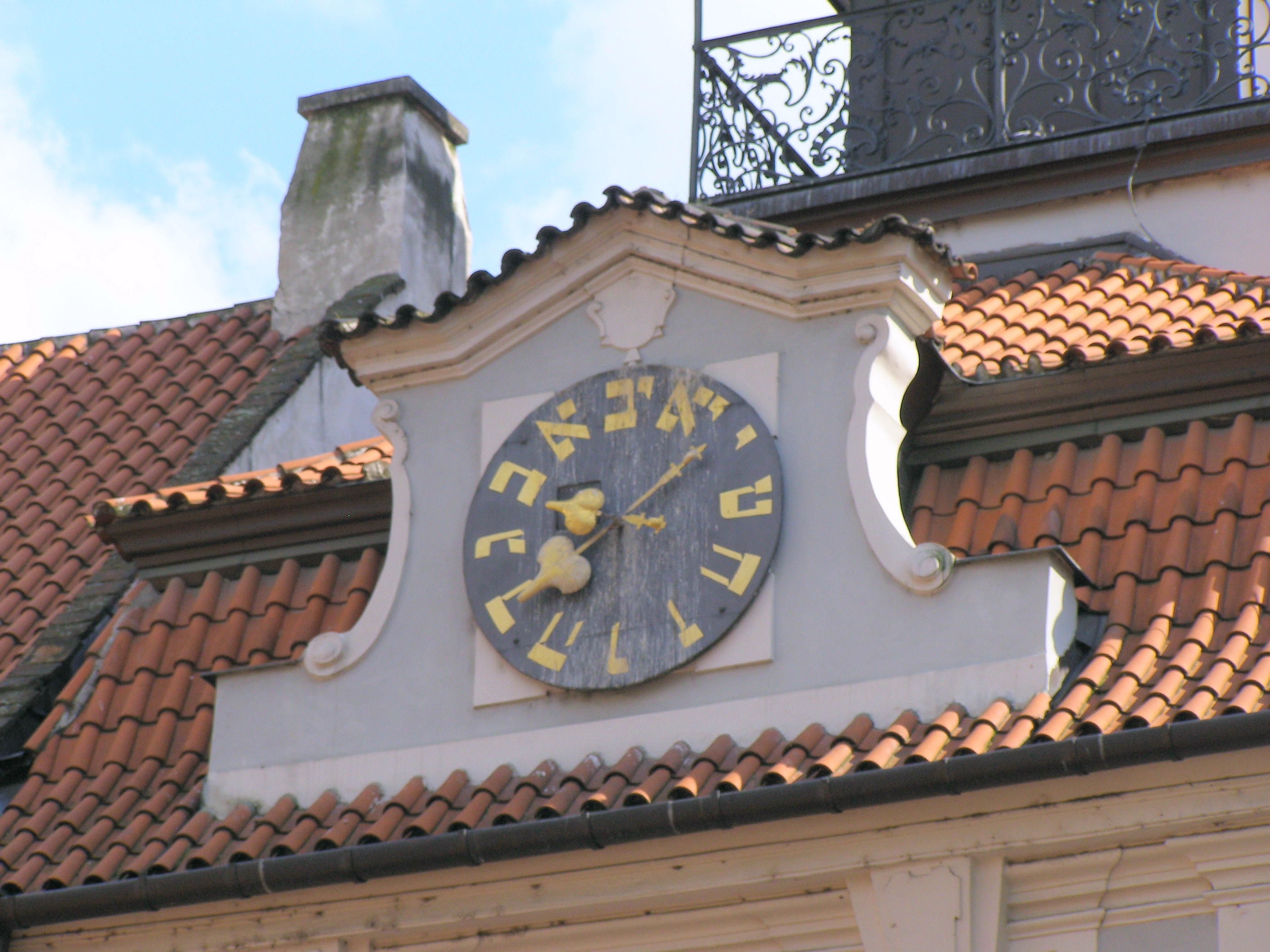
Utilisation moderne de la numérotation hébraïque, sur l'horloge basse de l'Hôtel de ville juif de l'ancien ghetto de la vieille ville de Prague, avec un sens de rotation des aiguilles antihoraire - l'hébreu se lisant de droite à gauche.

En hébreu, les lettres ont une valeur numérique et peuvent être utilisées pour compter. Cela s'appelle la « guématria », du grec « geometria ». La numérotation alphabétique est à base dix. Elle utilise les 27 lettres de l'alphabet (22 lettres ordinaires + les 5 finales) de la façon suivante:
- Les 9 premières lettres ordinaires (aleph, bêt, guimèl, dalèt, hé, vav, zayin, hèt et tèt) correspondent aux chiffres 1 à 9 ;

- Les 9 suivantes (yod, kaf, lamèd, mèm, noun, samèkh, ayin, pé et tsadé) aux 9 dizaines (10 à 90) ;

- Les 4 dernières (qof, rèch, chin et tav) aux 4 premières centaines (100 à 400) ;

- Les 5 lettres finales (kaf, mèm, noun, pé et tsadé) aux 5 dernières centaines (500 à 900).

## Tableau de correspondance
Selon la tradition hébraïque, les lettres ont chacune un sens précis, relevant de l'ontologie de la Création. Chaque mot a ainsi une « valeur » obtenue en additionnant la valeur numérique de chacune de ses lettres.
| Glyphe    | Hébreu                     | Valeur |
| --------- | -------------------------- | ------ |
| א         | Aleph                      | 1      |
| ב         | Bet                        | 2      |
| ג         | Gimmel                     | 3      |
| ד         | Dalet                      | 4      |
| ה         | He                         | 5      |
| ו         | Vav                        | 6      |
| ז         | Zayin                      | 7      |
| ח         | Het                        | 8      |
| ט         | Tet                        | 9      |
| י         | Yod                        | 10     |
| כ         | Kaf                        | 20     |
| ל         | Lamed                      | 30     |
| מ         | Mem                        | 40     |
| נ         | Nun                        | 50     |
| ס         | Samekh                     | 60     |
| ע         | Ayin                       | 70     |
| פ         | Pe                         | 80     |
| צ         | Tsadi                      | 90     |
| ק         | Kof                        | 100    |
| ר         | Resh                       | 200    |
| ש         | Shin                       | 300    |
| ת         | Tav                        | 400    |
| ת״ק ou ך  | Tav Kof ou Kaf Sofit       | 500    |
| ת״ר ou ם  | Tav Resh ou Mem Sofit      | 600    |
| ת״ש ou ן  | Tav Shin ou Nun Sofit      | 700    |
| ת״ת ou ף  | Tav Tav ou Pe Sofit        | 800    |
| תת״ק ou ץ | Tav Tav Kof ou Tsadi Sofit | 900    |

## Principes de numération
Le système alphabétique utilise le principe additif dans lequel les valeurs attachées aux lettres sont ajoutées pour représenter la valeur totale du nombre. Par exemple, 177 est noté קעז, ce qui correspond à 100 + 70 + 7 = 177. 
Jusque 999, chaque nombre peut être noté de plusieurs façons, correspondant à l'addition des différents éléments le composant, avec d'éventuelles significations associées de par la valeur alphabétique. 
Pour une numération "neutre" en termes de signification, la lettre / chiffre représentant l'élément du nombre de la plus faible valeur (généralement l'unité de 1 à 9) se trouve à la gauche du nombre. Les éléments de valeur supérieure se succèdent vers la droite par ordre de valeur croissante. 
Les nombres 15 et 16 sont notés respectivement טו ‎(9+6) et טז ‎(9+7), en lieu et place de יה et יו. La raison en est que ces dernières combinaisons ne peuvent être utilisées couramment, étant associées au nom de Dieu dans le judaïsme.
Ce système nécessite 27 lettres, soit les 22 lettres de l'alphabet hébreu, et 5 sofit (finales) ajoutées pour former 27 (3 × caractères). Régulièrement, la dernière lettre, tav (qui a une valeur de 400) est utilisée en combinaison avec elle-même et / ou avec d'autres à partir de kof (100), pour générer les nombres de 500 et suivants.
Un gershayim (caractère similaire à un guillemet) est généralement inséré à droite du caractère le plus à gauche pour indiquer que le groupe de caractère est un nombre plutôt qu'un mot. Quand une seule lettre est utilisée (comme pour les nombres de 1 à 9, 10, 20..., 100, 200, etc), un caractère geresh (caractère similaire à une apostrophe) suit à gauche de la lettre.
Les milliers sont notés séparément, et le compte des milliers précède le reste du nombre (à la droite des valeurs du nombre plus petites donc). Il n'existe pas de marque spécifique pour indiquer qu'il s'agit de milliers, ce qui peut théoriquement amener une ambiguïté, mais qui est généralement levée par le contexte. Lorsqu'il s'agit de spécifier le nombre d'années calendrier, la valeur du millier (actuellement de 5 [ה]) n'est généralement pas indiquée. Elle l'est par contre sur les valeurs monétaires. 
L'hébreu moderne utilise généralement le système décimal standard et les chiffres arabes pour la plupart des usages. La numération hébraïque est de nos jours utilisée principalement pour noter les dates du calendrier hébreu, ainsi que, à l'instar des chiffres romains en français, pour numéroter des listes. Ils ont aussi une grande importance en numérologie et en gematria.

### Exemple de date
26 février 2004 :
« (Le) 4e (jour du mois d') Adar, (de l'année) 5764 » est noté : ד׳ אדר ה׳ תשס״ד (où 5764 = 5 × 1000 + 400 + 300 + 60 + 4).

### Systèmes similaires
La numération arabe est équivalente à la numération hébraïque jusqu'à 400. La numération grecque diffère de l'hébraïque à partir de 90 car l'alphabet grec ne possède pas d'équivalent à Tsadi (צ).